# Oskar Lagerström (1844–1908)
Gustaf Oskar Lagerström, född 5 april 1844 i Bankeryds församling, Jönköpings län, död 30 juli 1908 i Hedvig Eleonora församling, Stockholm, var en svensk skolman och präst. 

## Biografi
Oskar Lagerström föddes 1844 i Bankeryds församling. Han var son till folkskolläraren i Järstorp Gustaf Fredrik Lagerström (1816–1900) och Elise Fagrell (1817–1894). Han studerade vid Uppsala universitet och blev filosofie doktor 1869 på en avhandling om "Pliktbegreppet enligt Kant". Efter något år som adjunkt i Örebro blev han lärare på Östermalm i Stockholm och startade 1871 "Förberedande elementarskolan på Ladugårdslandet". Skolan, som drevs av Lagerström mellan 1871 och 1886, kom snart att i stället kallas Lagerströmska skolan.
Oskar Lagerström prästvigdes i Strängnäs år 1875, blev komminister i Hedvig Eleonora 1880 och kyrkoherde där 1886. Han överlät då sin privatskola till gymnasieläraren G A Carlsson, som utvecklade den till den välkända  Carlssonska skolan.
Som kyrkoherde i den då snabbt växande församlingen Hedvig Eleonora, som omfattade hela Östermalm och hade uppemot 60 000 invånare, blev Lagerström ansvarig för den uppdelning där man avskiljde Engelbrekts och  Oscars församlingar. Han lär personligen ha valt ut platsen för Engelbrektskyrkan och sett till att tomten reserverades för ändamålet. Han hann dock inte se kyrkan byggas.

### Familj
Lagerström gifte sig 12 september 1874 i Örebro med Emilie Johanna Lovisa Strömberg (1851–1937), dotter till rektorn Johan Emil Strömberg och Mathilda Lovisa Bronell.